# Харитонова, Полина Александровна
Полина Александровна Харитонова (род. 11 февраля 1979, Москва) — российский архитектор, художник‐сценограф и преподаватель.

## Биография
Родилась в Москве в семье архитекторов. Училась в художественно‐общеобразовательной школе №1089. В 2002 году окончила Московский Архитектурный Институт (МАРХИ), факультет «Градостроительство» (курс Е. С. Русакова и И. А. Алпатовой). По окончании МАРХИ работала  в мастерской архитектора‐градостроителя Евгения Гурвича. Выполняла планировки объектов СЗАО города Москвы. В 2003 году открывает агентство по проектированию и изготовлению наружной рекламы, где совмещала работу директора и архитектора‐дизайнера. Осуществляла заказы Комитета по рекламе и оформлению г. Москвы, государственных и муниципальных организаций, частных компаний. С 2015 года работает в театрах Москвы, как сценограф и художник по костюмам. С 2018 года член Московского Союза Художников (МОСХ), секция «Театра, кино и телевидения». В 2022 году окончила Московский педагогический государственный университет (МПГУ) — художественно‐графический факультет (Институт изящных искусств). С 2022 года — преподаватель дизайн‐проектирования факультета дизайна и рекламы университета «Синергия» (МФПУ).

## Сценография
- 2015 — А. П. Чехов, «Три сестры» (не осуществлён).
- 2015 — В. Шекспир, «Сон в летнюю ночь» (не осуществлён).
- 2016 — В. Харитонов — «Дом под липами» (костюмы), ЦДР, режиссер Всеволод Аравин.
- 2016 — Б. Шоу, «Жанна Д’Арк» — ЦДР режиссер Сергей Посельский[1].
- 2017 — И. Сафронов, Новогоднее шоу Братьев Сафроновых «Следствие ведет волшебник» (костюмы), Арена Стадиум, режиссер Антон Непомнящий.
- 2018 — И. Сафронов, Новогоднее шоу Братьев Сафроновых «Тайна трех планет» (костюмы), режиссер Василий Бархатов.
- 2017 — А. Непомнящий, «Танго со смертью» — ДК ФСБ, режиссер Антон Непомнящий.
- 2017 — О. Черепова, «По щучьему веленью» — МДТ «На Перовской», режиссер Ирина Пахомова[2].
- 2018 — Н. Гоголь «Ночь перед Рождеством» — МДТ «На Перовской» режиссер Эдуард Ливнев[3].
- 2022 — А. Н. Островский «Бешеные деньги» — ФЦ Москва режиссер Антон Непомнящий[4].
- 2022 — А. Ястребов «Хожение за три моря» — ФЦ Москва режиссер Антон Непомнящий [5].
- 2023 — М. Зощенко «Моя безумная свадьба» — Московский театр комедии (антреприза), режиссер Александр Мохов.
- 2023 — А. Непомнящий «Вальс на 2/4» — ФЦ Москва режиссер, Антон Непомнящий[6].
- 2023 — А. Ястребов «Повесть о Никите Кожемяке» — ФЦ Москва, режиссер Антон Непомнящий.
- 2023 — А. Ястребов «Цветы от Маяковского» — ФЦ Москва режиссер, Антон Непомнящий[7].
- 2023 — А. Непомнящий «Квартет» — ФЦ Москва режиссер, Антон Непомнящий[8].
- 2024 — А. Н. Островский «Волки и овцы» (костюмы), «Театр на Малой Ордынке» режиссер Антон Непомнящий[9].
- 2024 — Ф. С. Фицджеральд «Ночь нежна» (костюмы), «Театр на Малой Ордынке» режиссер Антон Непомнящий[10].
- 2024 — О. Рой «Тени Донбасса» ФЦ Москва режиссер Антон Непомнящий[11].
- 2024 — А. Непомнящий «Террикон», ФЦ Москва — режиссер Антон Непомнящий[12].
- 2024 — М. А. Булгаков «Мастер и Маргарита. История любви» (костюмы), «Театр на Малой Ордынке» режиссер Антон Непомнящий[13].

## Выставки
- 2015 — ДК «Гайдаровец» (персональная)
- 2015 — Галерея «Тушино» (персональная)
- 2015 — Центральный Дом кино (персональная)
- 2017 — Галерея «Тушино» (совместно с А. Харитоновым)
- 2017 — Московский Дом Художника, Кузнецкий мост 11 — «Магия театра и кино»
- 2019 — Московский Дом Художника, Кузнецкий мост 11 — «Магия театра и кино»
- 2022 — Московский Дом Художника, Кузнецкий мост 11 — «Магия театра и кино»

## О художнике
...Полина Харитонова, как профессиональный архитектор по образованию, успешно проявляет себя в качестве художника театра. В сценическом осмыслении спектакля она предлагает неожиданное пространство, присущее именно архитектору, — решение, которое всегда ценят режиссёры. В её эскизах — органичное сочетание фантасмагоричности и простоты, что также говорит о её зрелом профессионализме театрального художника.
— Сергей Алимов, Народный художник России, 2017 г.

...Окончив с отличием Московский архитектурный институт, Полина Харитонова увлеклась дизайном интерьеров и наружной рекламой. С 2014 году работает сценографом в театрах Москвы. Её эскизы отличает тонкое чувство пространственного колорита холста, филигранное качество выполнения эскизов костюмов.
— Борис Бланк, Народный художник России, 2019 г.
1. ↑  Спектакль Жанна д'Арк Архивная копия от 22 ноября 2016 на Wayback Machine
2. ↑  Театр Иллюзии предлагает зрителям окунуться в волшебную сказку
3. ↑  Колоритные гоголевские персонажи в невероятном происшествии накануне Рождества
4. ↑  Провинциал влюбляется в московскую красавицу и представляется успешным предпринимателем
5. ↑  Герой нашего спектакля смог посетить полмира, но так и остался верен своей Родине
6. ↑  Два непримиримых врага ведут откровенную беседу о прошлом, настоящем и будущем
7. ↑  Какой была эта любовь: страстной, счастливой, болезненно разрывающей сердце?
8. ↑  Каждый год друзья-однополчане встречаются у Мемориала воинам-интернационалистам
9. ↑  Властная помещица хочет завладеть собственностью богатой вдовы
10. ↑  ...пронзительная история о любви и страсти, надеждах и разочарованиях
11. ↑  Истории, из которых складывается судьба простых людей, не жалеющих ни сил, ни своих жизней
12. ↑  В процессе развития сюжета зритель становится наблюдателем и соучастником переживаний людей на войне
13. ↑  История любви, как вихрь, спонтанной и внезапной, сметающей все на своем пути